# San Lorenzo
San Lorenzo (in latino Laurentius; Valencia o Huesca, forse 31 dicembre 225 – Roma, 10 agosto 258) è stato uno dei sette diaconi di Roma, dove venne martirizzato nel 258 durante la persecuzione voluta dall'imperatore romano Valeriano nel 257. La Chiesa cattolica lo venera come santo.

## Agiografia
Le notizie sulla vita di san Lorenzo, che pure gode di una devozione popolare notevole, sono scarse. Si sa che era originario della Spagna e più precisamente di Osca, in Aragona, alle falde dei Pirenei.
Ancora giovane, fu inviato a Saragozza per completare gli studi umanistici e teologici; fu qui che conobbe il futuro papa Sisto II. Questi insegnava in quello che era, all'epoca, uno dei più noti centri di studi della città e, tra quei maestri, il futuro papa era uno dei più conosciuti e apprezzati. Tra maestro e allievo iniziarono quindi un'amicizia e una stima reciproche. In seguito entrambi, seguendo un flusso migratorio allora molto vivace, lasciarono la Spagna per trasferirsi a Roma.
Quando il 30 agosto 257 Sisto fu eletto vescovo di Roma, affidò a Lorenzo il compito di arcidiacono, cioè di responsabile delle attività caritative nella diocesi di Roma, di cui beneficiavano 1 500 persone fra poveri e vedove.

### Martirio

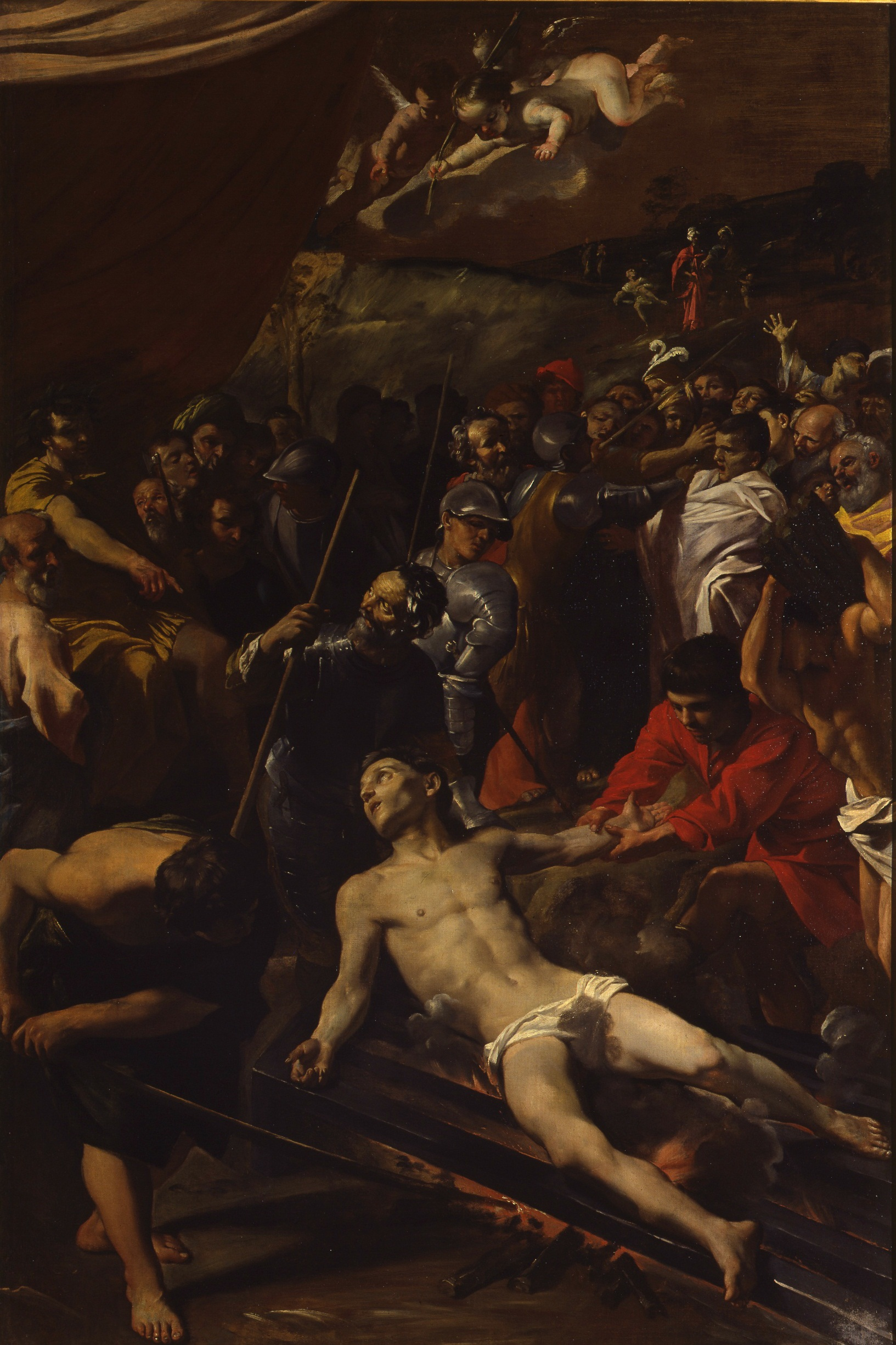
Martirio di San Lorenzo, di Giovanni Lanfranco, 1635

Al principio dell'agosto 258 l'imperatore Valeriano aveva emanato un editto secondo il quale tutti i vescovi, i presbiteri e i diaconi dovevano essere messi a morte:
(Tascio Cecilio Cipriano, Epistola lxxx, 1)
L'editto fu eseguito immediatamente a Roma, al tempo in cui Daciano era prefetto dell'Urbe. Sorpreso mentre celebrava l'Eucaristia nelle catacombe di Pretestato, papa Sisto II fu ucciso il 7 agosto insieme a quattro dei suoi diaconi, tra i quali Innocenzo; tre giorni dopo, il 10 agosto, fu la volta di Lorenzo, che fu arso vivo sopra una graticola messa sul fuoco.

## Culto

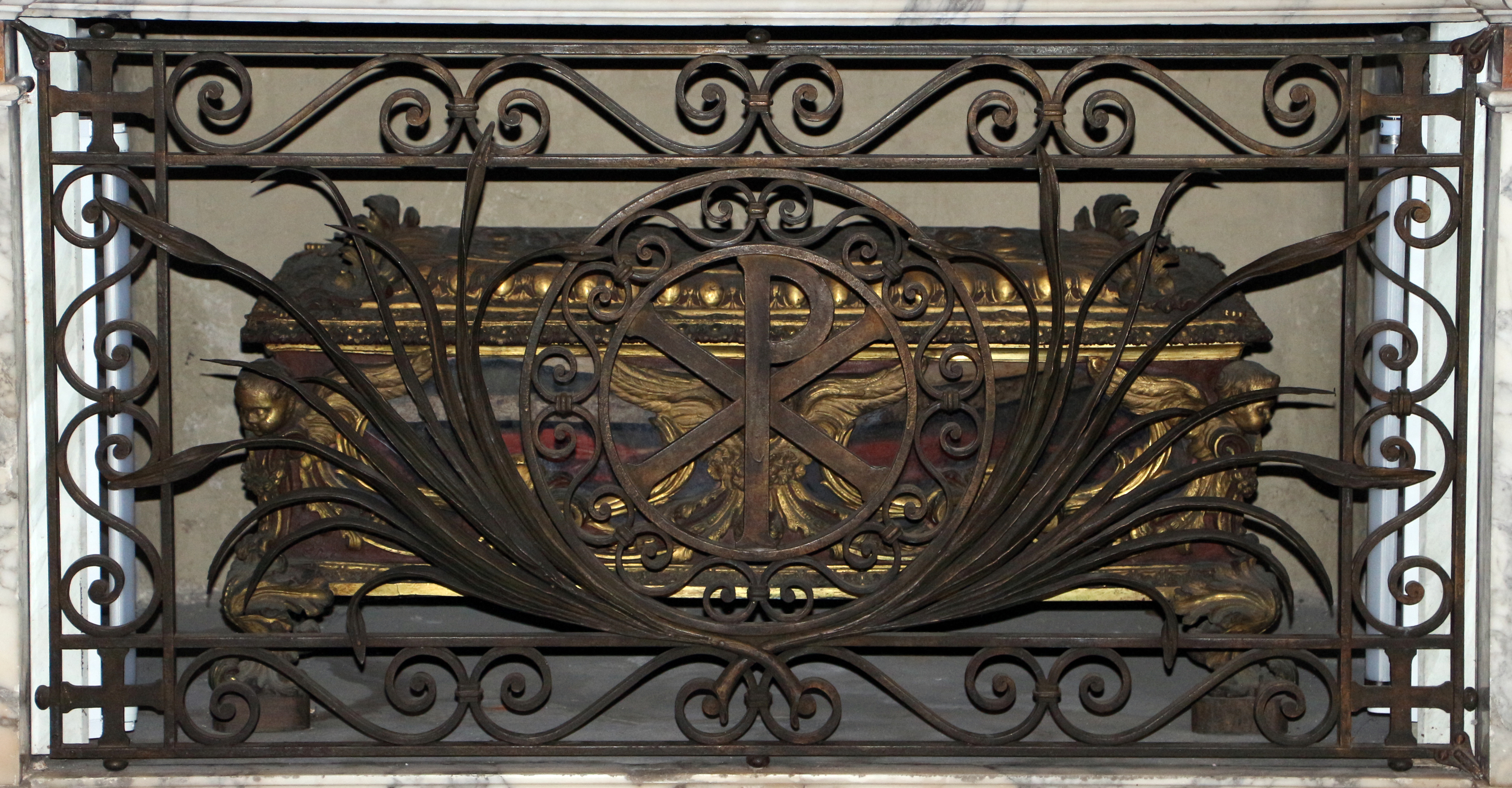
L'urna che contiene la graticola di san Lorenzo, chiesa di San Lorenzo in Lucina, Roma

A partire dal IV secolo Lorenzo è stato uno dei martiri più venerati nella Chiesa di Roma. Costantino I fu il primo a edificare un piccolo oratorio nel luogo del suo martirio. Tale costruzione fu ampliata e abbellita da Pelagio II (579-590).
Sisto III (432-440) costruì una grande basilica con tre navate, con l'abside appoggiata all'antica chiesa, sulla sommità della collina dove Lorenzo fu seppellito. Nel XIII secolo Onorio III unificò i due edifici, che costituiscono la basilica che esiste tutt'oggi.
Papa Damaso (366-384) scrisse un panegirico di Lorenzo in versi, che fu inciso nel marmo e posto sulla sua tomba. Il contemporaneo poeta Prudenzio scrisse pure lui, in toni più poetici, un inno a san Lorenzo.
Le vicende più note del martirio di Lorenzo sono descritte, con ricchezza di particolari, nella Passio Polychronii, di cui abbiamo tre redazioni (V-VII secolo); che in questo racconto siano contenuti elementi leggendari è un dato di fatto, anche se talune notizie qui presentate sono note anche da testimonianze precedenti, come quella di Ambrogio nel De officiis ministrorum.

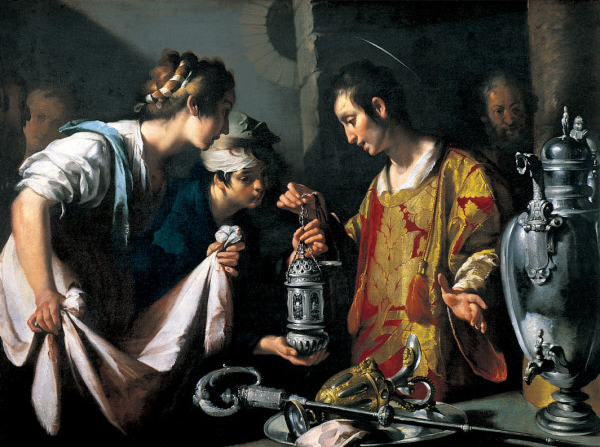
Bernardo Strozzi, San Lorenzo distribuisce le ricchezze della Chiesa

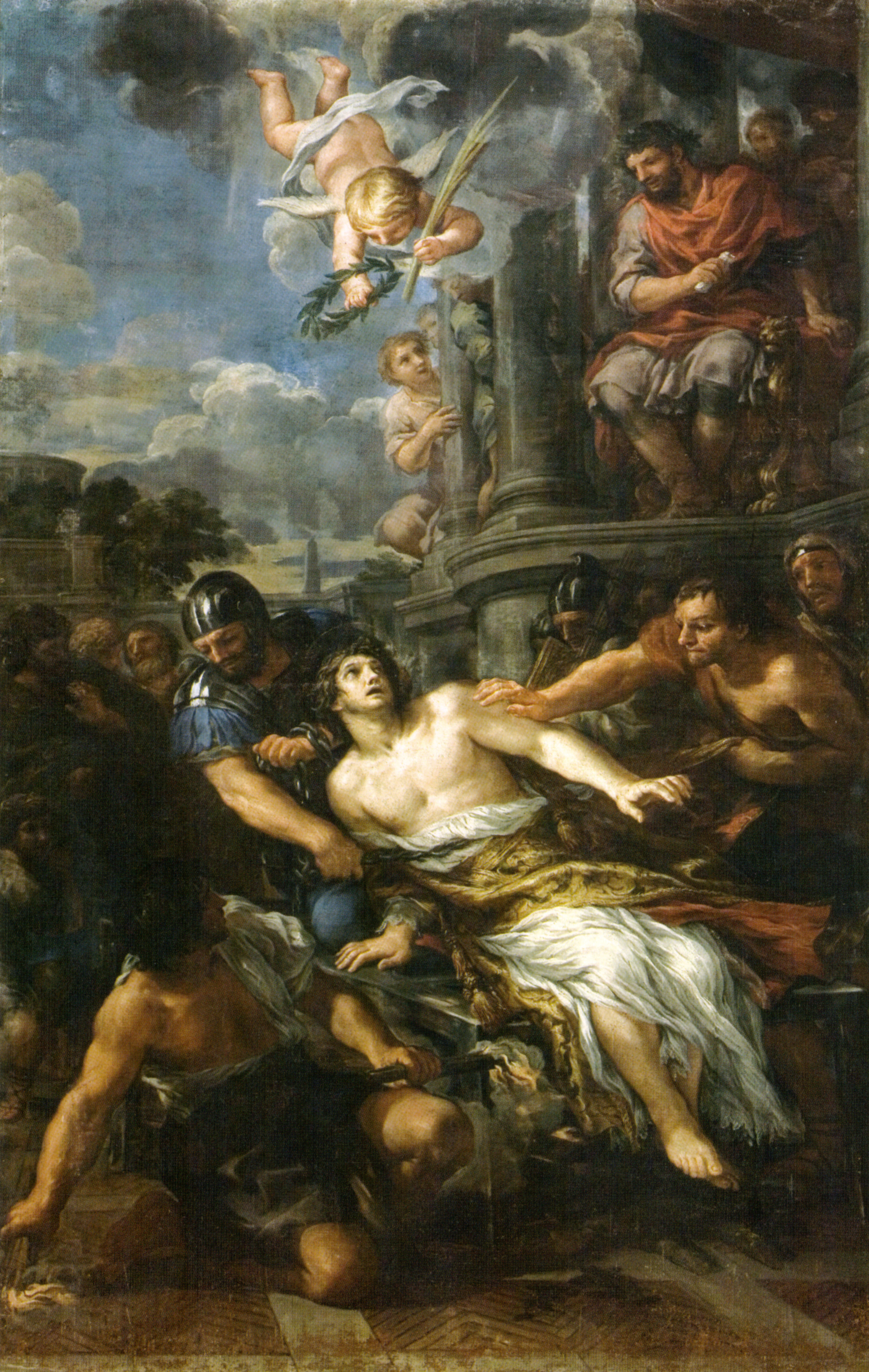
San Lorenzo trascinato sulla graticola, nell'interpretazione di Pietro da Cortona

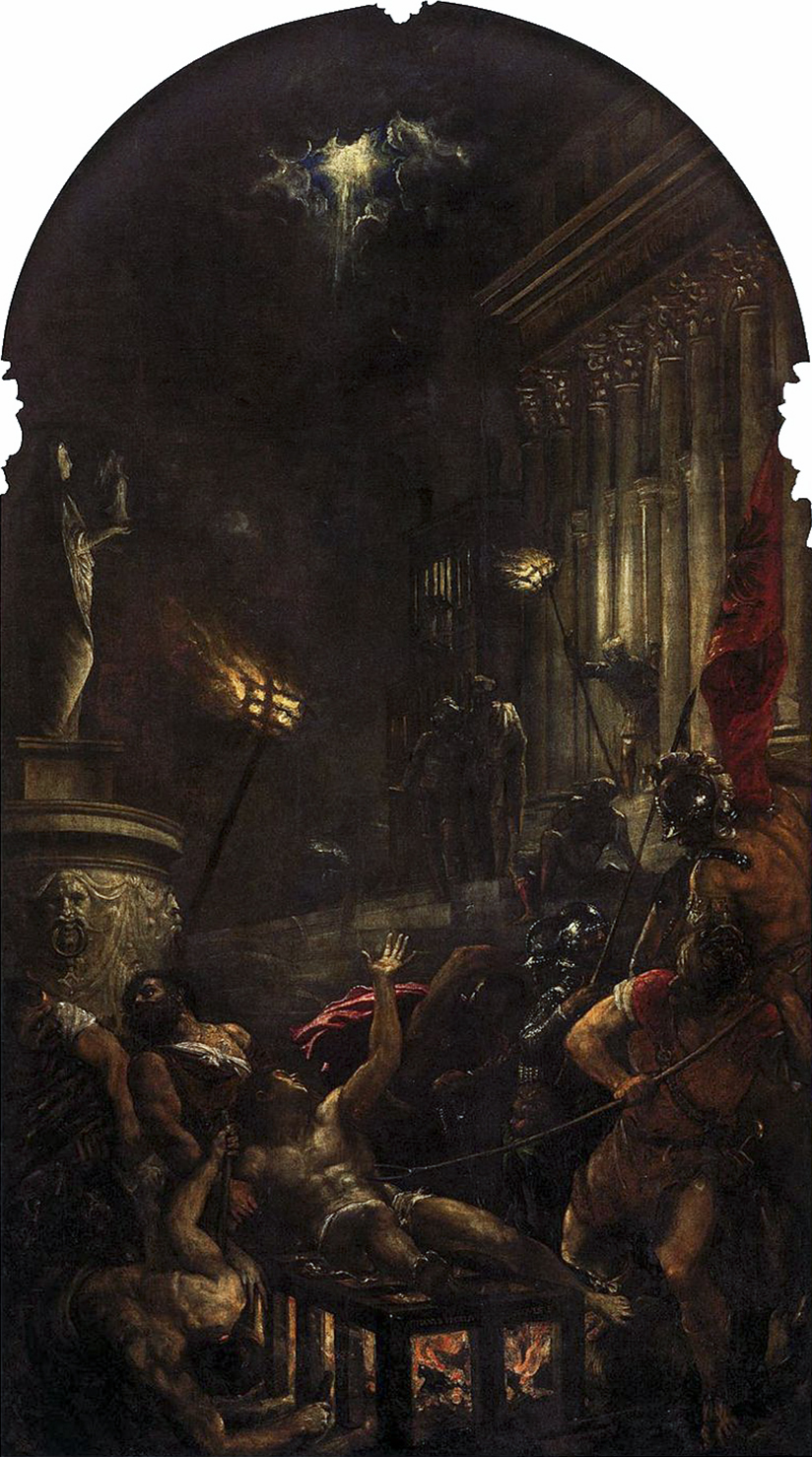
Martirio di san Lorenzo, olio su tela di Tiziano Vecellio, 1548-1549, Venezia, Chiesa dei Gesuiti

La prima menzione del 10 agosto come data del martirio risale alla Depositio martyrum, uno scritto dell'anno 354.
Per il martirio di Lorenzo abbiamo la testimonianza particolarmente eloquente di Ambrogio nel De Officiis Ministrorum, ripresa, in seguito, da Prudenzio e da Agostino d'Ippona, poi ancora da Massimo di Torino, Pier Crisologo, papa Leone I, e infine da alcune formule liturgiche contenute nei Sacramentali romani, nel Missale Gothicum e nell'Ormionale Visigotico.
Ambrogio si dilunga, dapprima, sull'incontro e sul dialogo fra Lorenzo e il Papa, poi allude alla distribuzione dei beni della Chiesa ai poveri, infine menziona la graticola, strumento del supplizio, rimarcando la frase con cui l'arcidiacono della Chiesa di Roma, rivolgendosi ai suoi aguzzini dice: Assum est... versa et manduca, "È cotto... girami e mangia". Forse fu per via di questo passo che si diffuse nel Medioevo la credenza secondo cui il corpo del martire fu fatto a pezzi e dato in pasto alla plebe pagana vittima di una carestia.
Il testo ambrosiano del De Officiis così si esprime:
(Sant'Ambrogio, De Officiis Ministrorum, Libri Tres, Milano, Biblioteca Ambrosiana, Città Nuova Editrice, Roma, 1977, pp. 148-151.)
La tradizione dice anche in maniera più precisa che a Lorenzo fu promessa salva la vita se avesse consegnato i tesori della Chiesa entro tre giorni. Il 10 agosto, quindi, Lorenzo si presentò alla testa di un corteo di suoi assistiti dicendo:
Racconti più particolareggiati del martirio di Lorenzo furono composti anche all'inizio del VI secolo. In essi furono collegati tra loro in maniera romantica e totalmente leggendaria vari martiri della via Tiburtina e delle due catacombe di santa Ciriaca e di sant'Ippolito. I dettagli dati in questi atti del martirio di san Lorenzo e della sua attività prima della morte non possono essere considerati credibili.
Si racconta secondo la tradizione che un soldato romano che assistette al supplizio – mediante graticola posta su carboni ardenti – raccolse con uno straccio gocce di sangue e grasso mentre il martire spirava, portandole al paese di Amaseno (FR) dove la reliquia è tuttora custodita e ogni 10 di agosto avviene il miracolo della liquefazione del sangue di S. Lorenzo (molto simile al sangue di San Gennaro).

### Aspetti critici
Il racconto di Ambrogio non è compatibile con le informazioni che si hanno sulla persecuzione di Valeriano. Soprattutto il particolare della graticola dà adito a seri dubbi. Le narrazioni di Ambrogio e Prudenzio si baserebbero più su tradizioni orali che su documenti scritti. È possibile che dopo il 258 siano sorte leggende su questo diacono romano molto venerato, e che i due autori si siano basati su di esse.
Ciononostante, non vi sono dubbi sull'esistenza del santo, sul fatto e sul luogo del suo martirio e sulla data della sua sepoltura.
Il prefazio della mensa XII del Sacramentario leoniano lo presenta come civis romanus.
Paolo Toschi annota che tutti questi nuovi studi

### Nei libri liturgici
Il Messale Romano, facendosi eco della tradizione della Chiesa, presenta la figura di Lorenzo con queste parole:
Il nome di Lorenzo è menzionato anche nel Canone romano.

### Oggi
La celebrazione liturgica di san Lorenzo ricorre il 10 agosto e il suo attributo è la graticola.
È considerato patrono di bibliotecari, cuochi, librai, pasticcieri, vermicellai, pompieri, rosticcieri e lavoratori del vetro. È inoltre il patrono della città di Grosseto e della città di Tivoli, di Sant'Agata li Battiati, in provincia di Catania, di Aidone in provincia di Enna, dove si venera anche una sua reliquia, della città di Alba, è uno dei tre patroni della città di Perugia e uno dei due patroni di Viterbo. Il Duomo di Genova è a lui intitolato, benché egli non sia annoverato tra i quattro santi patroni della città (che sono San Giorgio, San Giovanni Battista, San Bernardo e San Siro). Nel Canton Ticino, è patrono della città e della diocesi di Lugano.
Un'altra reliquia si trova nel paese di Amaseno, un'ampolla del suo sangue di martire  che ogni 10 agosto si liquefà.

### Patronati
San Lorenzo è il patrono di molti comuni e frazioni italiane:
Abruzzo
- Abbateggio (PE)
- Corcumello (AQ)
- Gamberale (CH)
- Nocciano (PE)
- Rapino (CH)
- Rocca Santa Maria (TE)
- Terranera (AQ)

Basilicata
- San Martino d'Agri (PZ)

Calabria
- Cerisano (CS)
- Rose (CS)
- San Lorenzo Bellizzi (CS)
- San Lorenzo del Vallo (CS)
- San Lorenzo (RC)

Campania
- Bagnoli Irpino (AV)
- Baia e Latina (CE) compatrono
- Casolla (CE)
- Caposele (AV) compatrono
- San Lorenzello (BN)
- San Lorenzo Maggiore (BN)
- Scala (SA)
- Torre Orsaia (SA)

Emilia-Romagna
- Baiso (RE)
- Budrio (BO)
- Calestano (PR)
- Castiglione dei Pepoli (BO)
- Cerignale (PC)
- Cortemaggiore (PC)
- Gatteo (FC)
- Marano sul Panaro (MO)
- Monchio delle Corti (PR)
- Montese (MO)
- Monticelli d'Ongina (PC)
- Prignano sulla Secchia (MO)
- Talamello (RN)
- Varignana (BO)
- Vetto (RE)

Friuli-Venezia Giulia
- Dogna (UD))
- Forni Avoltri (UD)
- Coltura di Polcenigo (PN)
- Ligugnana di San Vito al Tagliamento (PN)
- Rorai Grande di Pordenone (PN)
- Ronchi dei Legionari (GO)
- San Lorenzo Isontino (GO)
- Talmassons (UD)
- Villa Santina (UD)
- Varmo (UD)

Lazio
- Amaseno (FR)
- Cave (RM) compatrono
- Colle di Tora (RI)
- Picinisco (FR)
- Formello (RM)
- Micigliano (RI)
- Morro Reatino (RI)
- Picinisco (FR)
- Piglio (FR)
- Poggio San Lorenzo (RI)
- Roma compatrono
- San Lorenzo Nuovo (VT)
- Supino (FR)
- Tivoli (RM) patrono della Città e della Diocesi
- Toffia (RI)
- Viterbo compatrono
- Zagarolo (RM)

Liguria
- Cairo Montenotte (SV)
- Carro (SP)
- Cogoleto (GE)
- Cogorno (GE)
- Molini di Triora (IM)
- Murialdo (SV)
- Ne (GE)
- Pontinvrea (SV)
- Propata (GE)
- Quiliano (SV)
- Vallebona (IM)
- Villa Faraldi (IM)

Lombardia
- Abbadia Lariana (LC)
- Alzano Sopra (BG)
- Angolo Terme (BS)
- Ardenno (SO)
- Arzago d'Adda (BG)
- Ballabio (LC) compatrono
- Berzo Demo (BS) compatrono
- Berzo Inferiore (BS) compatrono
- Biandronno (VA) patrono
- Capizzone (BG)
- Casazza (BG)
- Castelli Calepio (BG) compatrono
- Carzago Riviera (BS) patrono
- Castro (BG)
- Cavargna (CO)
- Chiavenna (SO)
- Confienza (PV)
- Costa Serina (BG)
- Crotta d'Adda (CR)
- Dovera (CR)
- Fara Olivana con Sola (BG) compatrono
- Fiesse (BS)
- Ghisalba (BG)
- Gorla Minore (VA)
- Genivolta (CR)
- Isola di Fondra (BG)
- Laino (CO)
- Lazzate (MB)
- Mandello del Lario (LC)
- Manerbio (BS)
- Misano di Gera d'Adda (BG)
- Montirone (BS)
- Mortara (PV) compatrono
- Nuvolera (BS)
- Olgiate Olona (VA) compatrono
- Orino (VA) compatrono
- Ostiglia (MN) compatrono
- Palosco (BG)
- Pegognaga, (MN)
- Pozzolengo (BS)
- Remedello (BS)
- Ripalta Cremasca (CR) compatrono
- Rossino (LC)
- San Lorenzo di Parabiago  (MI)
- Sonico (BS)
- Urago d'Oglio (BS)
- Valbondione (BG)
- Valformosa (PV)
- Vendrogno (LC)
- Veniano (CO)
- Verolanuova (BS)
- Villa di Tirano (SO)
- Zogno (BG)

Marche
- Belforte all'Isauro (PU)
- Massa Fermana (FM)
- Mergo (AN)
- Moresco (FM)
- Montecosaro (MC)
- Rotella (AP)
- San Lorenzo in Campo (PU)
- Tavoleto (PU)
- Tavullia (PU)
- Pantana (MC)

Molise
- Busso (CB)
- Castelmauro (CB)

Piemonte
- Alba (CN)
- Alzano Scrivia (AL)
- Andorno Micca (BI)
- Angrogna (TO)
- Antrona Schieranco (VB)
- Bognanco (VB)
- Cabella Ligure (AL)
- Camerano Casasco (AT)
- Camino (AL)
- Canischio (TO)
- Carisio (VC)
- Cartignano (CN)
- Castelletto d'Orba (AL)
- Cavatore (AL)
- Cavour (TO)
- Cellio (VC)
- Collegno (TO)
- Denice (AL)
- Dorzano (BI)
- Falmenta (VB)
- Feisoglio (CN)
- Gamalero (AL)
- Giaveno (TO)
- Grosso (TO) compatrono
- La Cassa (TO)
- Leini (TO)
- Lessona (BI)
- Livorno Ferraris, (VC)
- Mandello Vitta (NO)
- Montiglio Monferrato (AT)
- Murazzano (CN)
- None (TO)
- Oldenico (VC)
- Piverone (TO)
- Ponderano (BI)
- Pozzol Groppo (AL)
- Quaranti (AT)
- Rodello (CN)
- Ronsecco (VC)
- San Lorenzo di Peveragno (CN)
- Saliceto (CN)
- Sambughetto, ( VB)
- Santena (TO)
- Scurzolengo (AT)
- Serole (AT)
- Sostegno (BI)
- Tigliole (AT)
- Vaprio d'Agogna (NO)
- Verrone (BI)
- Vignole Borbera (AL)

Puglia
- Lizzanello (LE)
- Sogliano Cavour (LE)
- Sant'Agata di Puglia (FG) Compatrono

San Marino
- Serravalle
- Montegiardino

Sardegna
- Sanluri (SU) compatrono
- Banari (SS)
- Bauladu (OR)
- Boroneddu (OR)
- Mogorella (OR)
- Villanovafranca (SU) compatrono

Sicilia
- Aidone EN
- Malfa (ME)
- Sant'Agata li Battiati (CT)

Toscana
- Borgo San Lorenzo (FI)
- Castagneto Carducci (LI)
- Fauglia (PI)
- Grosseto
- Guardistallo (PI)
- Marradi (FI)
- Monterotondo Marittimo (GR)
- Montevarchi (AR)
- Prato compatrono
- Segromigno in Monte (LU)
- Seravezza (LU) compatrono
- Sovicille (SI)
- Sorbano del Vescovo (LU)
- Spignana (PT)

Trentino-Alto Adige
- Cavedago (TN)
- Comano Terme (TN)
- Cunevo (TN)
- Dimaro (TN)
- Fierozzo (TN)
- Folgaria (TN)
- Mione di Rumo (TN)
- Pinzolo (TN)
- Sover (TN)
- Vigo Rendena (TN)
- Pera di Fassa (TN)

Umbria
- Attigliano (TR)
- Collazzone (PG)
- Perugia compatrono

Valle d'Aosta
- Chambave (AO)
- Pont-Saint-Martin (AO)
- Pré-Saint-Didier (AO)

Veneto
- Abano Terme (PD)
- Agna (PD)
- Arcade (TV)
- Baone (PD)
- Cibiana di Cadore (BL)
- Concamarise (VR)
- Conselve (PD)
- Farra di Soligo (TV), compatrono
- Lamosano (BL)
- Lozzo di Cadore (BL)
- Minerbe (VR)
- Nogarole Rocca (VR)
- Occhiobello (RO)
- Padernello (TV), compatrono con San Gottardo e San Luca
- Pescantina (VR)
- Pianezze (VI)
- Poggiana di Riese Pio X (TV)
- Quargnenta di Brogliano (VI)
- Rovarè di San Biagio di Callalta (TV)
- San Pietro in Gu (PD)
- Selva di Cadore (BL)
- Soave (VR)
- Soverzene (BL)
- Torrebelvicino (VI)
- Vo' (PD)
- Saletto (PD)

In Svizzera è il titolare della cattedrale di San Lorenzo (Lugano).

### Principali chiese dedicate a san Lorenzo

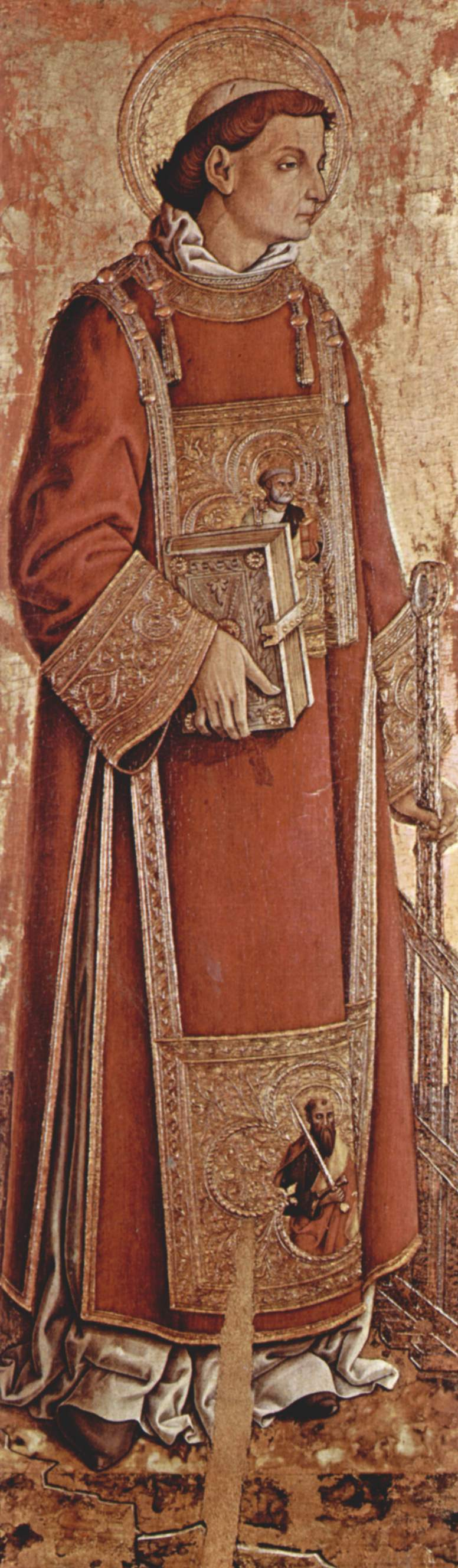
San Lorenzo, particolare del Polittico di Massa Fermana, dipinto da Carlo Crivelli

A San Lorenzo sono dedicate la cattedrale di San Lorenzo a Genova e quelle di Perugia, di Trapani, di Grosseto, di Tivoli, di Viterbo e di Lugano.
Notevoli la rinascimentale chiesa di San Lorenzo a Firenze, quella gotica a Napoli e il Duomo di San Lorenzo a Mestre.
A Milano, la basilica a pianta circolare del IV secolo è un grandioso monumento sacro d'epoca tardoantica dedicata al martire dalla corte imperiale d'Occidente (Onorio e Galla Placidia).
A Torino la Real Chiesa di San Lorenzo, costruita da Guarino Guarini nel 1680, è una delle più spettacolari chiese del Barocco italiano. Al suo interno, oltre alla pala d'altare raffigurante il santo, troviamo degli affreschi visibili solo durante gli equinozi, grazie a un fascio di luce che li illumina.
A Roma gli sono state dedicate le seguenti chiese:
- San Lorenzo fuori le mura, nel luogo in cui fu sepolto
- San Lorenzo in Miranda, nel luogo in cui sarebbe stato condannato a morte
- San Lorenzo in Lucina, dove sono conservati gli strumenti della sua passione
- San Lorenzo in Damaso, dove avrebbe svolto il suo ministero diaconale
- San Lorenzo in Fonte, nel luogo in cui fu imprigionato dal centurione Ippolito
- San Lorenzo in Panisperna, nel luogo in cui fu martirizzato
- San Lorenzo in Palatio
- San Lorenzo in Piscibus, nel rione Borgo, nel territorio della parrocchia di Santa Maria in Traspontina

A Genova gli si sono dedicate molte piccole Chiese, quella più importante è la Cattedrale di San Lorenzo.
A Padula sorge la grandiosa Certosa di San Lorenzo, patrimonio Unesco dell'umanità.
In Sardegna gli sono dedicate numerosissime chiese. A Sanluri gli è dedicata una chiesa tardo-romanica. Si onora con una grande processione con gruppi folkloristici da tutta la Sardegna e da alcune nazioni europee. Si festeggia anche nell'omonima frazione di Osilo, a Banari e Villanovafranca.
In Spagna, nei pressi di Madrid, gli è stata dedicata la basilica di San Lorenzo dell'Escorial, una delle maggiori opere dell'architettura spagnola.
La chiesa di San Lorenzo in Norimberga, Germania, è il principale luogo di culto evangelico luterano della città e sede del preside della Chiesa evangelica luterana di Baviera.

## Iconografia
A Ravenna, nel mausoleo di Galla Placidia, San Lorenzo è raffigurato nei mosaici, mentre avanza con la croce in spalla e la graticola ardente di fronte.
A Genova sull'architrave della lunetta del portale centrale della Cattedrale di San Lorenzo è raffigurato il martirio di San Lorenzo su una graticola.

## Notte di san Lorenzo
La notte di san Lorenzo (10 agosto) è tradizionalmente associata al passaggio dello sciame meteorico delle Perseidi, fenomeno popolarmente ed erroneamente chiamato stelle cadenti ma anche poeticamente lacrime di san Lorenzo, considerato evocativo dei carboni ardenti su cui il santo fu martirizzato. In effetti, in quei giorni, l'atmosfera terrestre è attraversata da un numero di piccole meteore molto più alto del normale. Il fenomeno risulta particolarmente visibile alle nostre latitudini in quanto il cielo estivo è spesso sereno.
Celebre la poesia di Giovanni Pascoli, che interpreta lo sciame meteorico come lacrime celesti, intitolata appunto, dal giorno dedicato al santo, X agosto: